# Етоуа (окръг, Алабама)
Окръг Етоуа (на английски: Etowah County) е окръг в щата Алабама, Съединени американски щати. Площта му е 1422 km², а населението – 104 430 души (2010). Административен център е град Гадсдън.
Етоуа се намира в североизточния ъгъл на щата и е бил основен индустриален център на Алабама през 19 век. Градът Гадсдън играе важна роля в Гражданска война и Втората световна война. Окръга се управлява от избрана шест членна комисия и включва 13 общини.

## Демографска характеристика
Според преброяването от 2010 г. населението на Етоуа е 104 430. От тях 80,3 на 100 от анкетираните се определят като бели, 15,1% като афроамериканци, 3,3%, като испанци, 1,5% като две или повече раси, 0,6% като азиатци и 0,4 на 100 като индианци. Средния годишен доход на домакинство е $ 36 378, в сравнение с $ 40 547 за щата като цяло. Годишният доход на глава от населението е $ 20 354, в сравнение с $ 22 732 за щата. Окръжният град Гадсдън има население от около 38 856. Други важни градове в окръга са Рейнбоу Сити, Атала, Гленко, Хокс Блъф, Саутсайд, Алтуна и Маунтънбъро.

## География
Окръг Етоуа се намира в североизточната част на щата Алабама, изцяло в рамките на физико – географския регион на платото Къмбърланд. Окръгът граничи на изток с окръг Чероки, на юг с окръзите Калхун и Сейнт Клеър, на запад с окръзите Блаунт и Маршал, и на север с окръг Дикалб.
Река Куса тече от север на юг през източната половина на окръга, а два от нейните притоци – Блек Крийк и Биг Уилс Крийк, пресичат района. В допълнение, в окръга се издигат две планински вериги – Санд Муантън и Лукаут Маунтън. Междущатската магистрала I 59 (север – юг) пресича през средата окръга, а US 11 и US 411 се движат успоредно на нея. US 278 (изток-запад) също преминава през централната част на окръга. Общинското летище Гадсдън е единственото обществено летище в окръга.

## Икономика
Заради пресечения и хълмист терен, в Етоуа никога не е било развито земеделието. Вместо това, природните ресурси на окръга и работната сила го правят един от най – важните индустриални центрове в Алабама. През 1929 г. Гудиър Таир енд Рубър Къмпъни построяват завод в Гадсдън. В началото на 21 век компанията е най – големият работодател в окръга, с 2550 заети работници. Днес над 66 % от работещите в окръга са заети в сектора на услугите, транпорта, комуналните услуги, администрацията и търговията. В производството заетостта е 17,6 %, а в селското и горско стопанство, риболова и добивната промишленост едва 1,1 %.